# Middlesborough
Middlesborough és una població dels Estats Units a l'estat de Kentucky. Segons el cens del 2000 tenia 10.384 habitants.

## Demografia
Segons el cens del 2000, Middlesborough tenia 10.384 habitants, 4.443 habitatges, i 2.927 famílies. La densitat de població era de 524,8 habitants/km².
Dels 4.443 habitatges en un 28,4% hi vivien nens de menys de 18 anys, en un 43,1% hi vivien parelles casades, en un 18,3% dones solteres, i en un 34,1% no eren unitats familiars. En el 31,5% dels habitatges hi vivien persones soles el 14,2% de les quals corresponia a persones de 65 anys o més que vivien soles. El nombre mitjà de persones vivint en cada habitatge era de 2,3 i el nombre mitjà de persones que vivien en cada família era de 2,88.
Per edats la població es repartia de la següent manera: un 23,6% tenia menys de 18 anys, un 8,9% entre 18 i 24, un 26,6% entre 25 i 44, un 23,9% de 45 a 60 i un 17% 65 anys o més.
L'edat mediana era de 39 anys. Per cada 100 dones de 18 o més anys hi havia 78,1 homes.
La renda mediana per habitatge era de 19.565 $ i la renda mediana per família de 25.016 $. Els homes tenien una renda mediana de 23.285 $ mentre que les dones 19.040 $. La renda per capita de la població era de 13.189 $. Entorn del 24,4% de les famílies i el 28,1% de la població estaven per davall del llindar de pobresa.

## Poblacions més properes
El següent diagrama mostra les poblacions més properes.